# Sinularia querciformis
Sinularia querciformis är en korallart som först beskrevs av Pratt 1903.  Sinularia querciformis ingår i släktet Sinularia och familjen läderkoraller. Inga underarter finns listade i Catalogue of Life.